# Keller (Waszyngton)
Keller – jednostka osadnicza w Stanach Zjednoczonych, w stanie Waszyngton, w hrabstwie Ferry.